# Coronaster volsellatus
Coronaster volsellatus är en sjöstjärneart som först beskrevs av Percy Sladen 1889.  Coronaster volsellatus ingår i släktet Coronaster och familjen Labidiasteridae. Inga underarter finns listade i Catalogue of Life.